# Suva Football Club
El Suva Football Club es un club de fútbol de la ciudad de Suva, en Fiyi, que actualmente juega en la primera liga de su país.

## Entrenadores
- Intiaz Khan (?–enero de 2012)[4]
- Gurjit Singh (2012–octubre de 2016)[5]
- Pita Rabo (interino- octubre de 2016)[6]
- Nathan Shivam (enero de 2017–julio de 2017)[7][8]
- Sam Lal (julio de 2017–octubre de 2017)[8][9]
- Tuka Tisam (febrero de 2018–2018)[10]
- Gurjit Singh (junio de 2018–diciembre de 2018)[11][12]
- Intiaz Khan (enero de 2019–abril de 2019)[13][14]
- Saroj Kumar (abril de 2019–mayo de 2019)[15][16]
- Kamal Swamy (agosto de 2019–enero de 2020)[17][18]
- Maxwell Thaggard (enero de 2020–septiembre de 2023)[19][20]
- Ravinesh Kumar (interino- septiembre de 2023–presente)[3]

## Palmarés
- Liga Nacional de Fútbol de Fiyi (4): 1996, 1997, 2014 y 2020.
- Batalla de los Gigantes (3): 1982, 1988 y 1995.
- Copa de Fiyi (2):: 1995 y 2012.[21]
- Campeonato de Fútbol Interdistrital de Fiyi (13): 1940, 1945, 1946, 1948, 1951, 1952, 1954, 1956, 1960, 1981, 1983, 2012 y 2014.